# Cantón de La Unión
Cantón de La Unión är en kanton i Costa Rica.   Den ligger i provinsen Cartago, i den centrala delen av landet, 11 km öster om huvudstaden San José. Antalet invånare är 103 865. Arean är 45 kvadratkilometer.
Terrängen i Cantón de La Unión är huvudsakligen kuperad, men åt nordväst är den platt.